# 8. Unterseebootsflottille
A 8. Unterseebootsflottille foi uma unidade da Kriegsmarine que atuou durante a Segunda Guerra Mundial. Foi fundada no mês de Outubro de 1941 e dispensada no mês de Janeiro de 1945.

## Bases
| Conisberga | Outubro de 1941 - Janeiro de 1942   |
| Danzigue   | Fevereiro de 1942 - Janeiro de 1945 |

## Comandantes
| Comandante                  | Data                              |
| --------------------------- | --------------------------------- |
| Kptlt. Wilhelm Schulz       | Outubro de 1941 - Janeiro de 1942 |
| Korvkpt. Hans Eckermann     | Janeiro de 1942 - Janeiro de 1943 |
| Kpt. z. S. Bruno Mahn       | Janeiro de 1943 - Março de 1943   |
| Korvkpt. Werner von Schmidt | Janeiro de 1943 - Abril de 1944   |
| Fregkpt. Hans Pauckstadt    | Maio de 1944 - Janeiro de 1945    |

## Tipos de U-Boot
Serviram nesta flotilha um os seguintes tipos de U-Boots:
VIIC, VIIC41, VIIC42, VIID, IXB, XVIIA, XVIIB, XXI e XXIII

## U-Boots
Foram designados ao comando desta Flotilha um total de 258 U-Boots durante a guerra:
| U-88, U-89, U-90, U-108, U-212, U-218, U-222           |
| U-223, U-242, U-250, U-253, U-254, U-255, U-256        |
| U-260, U-261, U-263, U-264, U-265, U-266, U-267        |
| U-268, U-269, U-270, U-271, U-272, U-273, U-274        |
| U-275, U-276, U-277, U-278, U-279, U-280, U-281        |
| U-282, U-283, U-284, U-285, U-286, U-288, U-289        |
| U-290, U-292, U-293, U-294, U-295, U-296, U-297        |
| U-298, U-299, U-300, U-302, U-303, U-304, U-305        |
| U-306, U-307, U-308, U-309, U-310, U-311, U-312        |
| U-313, U-314, U-315, U-334, U-335, U-338, U-339        |
| U-340, U-341, U-342, U-343, U-344, U-345, U-346        |
| U-347, U-348, U-357, U-358, U-359, U-361, U-362        |
| U-363, U-370, U-378, U-379, U-383, U-405, U-406        |
| U-411, U-412, U-413, U-414, U-415, U-416, U-417        |
| U-418, U-419, U-420, U-421, U-422, U-423, U-424        |
| U-425, U-426, U-427, U-428, U-429, U-430, U-438        |
| U-443, U-444, U-445, U-446, U-447, U-448, U-449        |
| U-450, U-458, U-465, U-475, U-479, U-481, U-593        |
| U-594, U-595, U-596, U-597, U-598, U-599, U-613        |
| U-614, U-615, U-616, U-620, U-621, U-622, U-623        |
| U-624, U-625, U-637, U-657, U-658, U-664, U-676        |
| U-679, U-704, U-707, U-708, U-712, U-713, U-717        |
| U-731, U-732, U-733, U-734, U-735, U-736, U-737        |
| U-738, U-739, U-740, U-741, U-742, U-743, U-744        |
| U-745, U-760, U-761, U-762, U-763, U-764, U-765        |
| U-766, U-767, U-792, U-793, U-794, U-795, U-825        |
| U-826, U-827, U-828, U-921, U-958, U-1000, U-1001      |
| U-1102, U-1103, U-1104, U-1105, U-1106, U-1107, U-1108 |
| U-1109, U-1110, U-1163, U-1164, U-1165, U-1166, U-1167 |
| U-1168, U-1169, U-1170, U-1171, U-1172, U-1191, U-1192 |
| U-1193, U-1199, U-1200, U-1201, U-1202, U-1203, U-1204 |
| U-1205, U-1206, U-1207, U-1208, U-1209, U-1210, U-1271 |
| U-1272, U-1273, U-1274, U-1275, U-1276, U-1277, U-1278 |
| U-1279, U-1405, U-1406, U-2339, U-2501, U-2504, U-3501 |
| U-3502, U-3503, U-3504, U-3505, U-3506, U-3507, U-3508 |
| U-3510, U-3511, U-3512, U-3513, U-3514, U-3515, U-3516 |
| U-3517, U-3518, U-3519, U-3520, U-3521, U-3522         |